# إيتيل عدنان
إيتيل عدنان (1925 - 2021) هي شاعرة وكاتبة وفنانة مرئية، لبنانية أمريكية، ولدت في بيروت، لبنان في 24 شباط/فبراير 1925. وعام 2003 قالت عنها المجلة الأكاديمية (MELUS: (بالإنجليزية: Multi-Ethnic Literature of the United States)‏) أنها الكاتبة العربية الأمريكية الأكثر شهرة حينذاك. كانت تقيم في باريس، فرنسا وساوساليتو، كاليفورنيا.

## حياتها
ولدت عدنان عام 1925 في بيروت، لبنان. كانت أمها مسيحية يونانية من سميرنا، ووالدها مسلماً سوريا من ضباط الصف؛ لذا نشأت تتحدث اليونانية والتركية في مجتمع يتحدث العربية بالأساس. تلقت تعليمها في مدارس فرنسية للراهبات، وكانت الفرنسية اللغة التي كتبت بها أولى أعمالها، كما تعلمت الإنجليزية في شبابها، فكانت اللغة التي كتبت بها أعمالها فيما بعد.
في سن الرابعة والعشرين سافرت عدنان إلى باريس حيث تلقت شهادة البكالوريوس في الفلسفة من السوربون، ثم توجهت إلى الولايات المتحدة لتستأنف دراستها هناك في جامعة كاليفورنيا (بركلي) وجامعة هارفارد. منذ 1952 حتى 1978 درَّست فلسفة الفن في جامعة دومينيكان في كاليفورنيا، سان رافاييل، كما ألقت المحاضرات في عدة جامعات في أنحاء الولايات المتحدة الأمريكية.
عادت عدنان إلى لبنان لتعمل كصحفية ومحررة ثقافية في جريدة «الصفا»، وهي جريدة تصدر باللغة الفرنسية في بيروت، كما ساهمت في بناء القسم الثقافي بالجريدة وأضافت الرسوم والرسوم التوضيحية. وتميزت فترة عملها في الجريدة بالافتتاحية التي كانت تعلق فيها على أهم القضايا السياسية.
وفي سنواتها الأخيرة، أعلنت عدنان أنها مثلية التوجه الجنسي.

## أعمالها
من أعمالها:
- «يوم القيامة العربي»: قصيدة مطوّلة صدرت عام 1998، صدرت بالإنجليزية ثم تمت ترجمتها.
- «27 أكتوبر»: كتبتها بالفرنسية بعد الغزو الأمريكي للعراق.
- رواية «الست ماري روز» التي تتحدث عن الحرب الأهلية اللبنانية.
- كتاب «رحلة إلى جبل مونتالباييس»: ترجمة أمل ديبو.
- «إلى فوّاز»: مجموعة رسائل.[18][19]
- «كتاب البحر».[20]
- «باريس عندما تتعرى»
- «قصائد الزيزفون».
- «سماء بلا سماء».[21]

## الفن المرئي
تعمل عدنان أيضاً كرسامة، وفي عام 2012 عرضت سلسلة من لوحاتها ذات الألوان الزاهية في معرض دوكومنتا 13 في كاسل بألمانيا. وفي عام 2014 عرضت مجموعة من لوحاتها وأعمالها في متحف ويتني للفن الأمريكي.
كما عرضت أعمالها في المتحف العربي للفن الحديث بالدوحة تحت عنوان «إيتيل عدنان بكل أبعادها» برعاية هانس أولريخ أوبريست؛ حيث أظهر أحد عشر بعداً مختلفاً لأعمالها، شاملاً أعمالها المبكرة والأدب والسجاد وغيرها. وقد أطلق المعرض في مارس 2014 مع دليل من إحدى عشرة صفحة لأعمالها، صممه الفنان علا يونس بالعربية والإنجليزية، بالإضافة إلى مساهمات من سيمون فتال، دانيال بيرنبوم، كيلين ويلسون جولدي، وست مقابلات أجراها هانز أورليخ أوبريست معها.

## الجوائز والتكريم
- 1977: جائزة من فرنسا على روايتها «الست ماري روز».[15]
- 2010: جائزة الكتاب العربي الأمريكي.[25]
- 2013: حصلت مجموعتها الشعرية «البحر والضباب» على جائزة كاليفورنيا للشعر.[26]
- 2013: حصلت على جائزة لمبادا للآداب.[27]
- 2014: لقبت بفارس الأدب من قبل الحكومة الفرنسية.[28]
- 2024: في 15 أبريل كرمها موقع جوجل حيث قام بتغيير هيئة شعاره ليتناسب مع احتفاله بالكاتبة العربية.[29]

وغيرها من الجوائز والتكريمات.

## روابط خارجية
- إيتيل عدنان على موقع IMDb (الإنجليزية)
- إيتيل عدنان على موقع مونزينجر (الألمانية)
- إيتيل عدنان على موقع ميوزك برينز (الإنجليزية)
- إيتيل عدنان على موقع ديسكوغز (الإنجليزية)